# Régvárt kedvesem / 200 évvel az utolsó háború után
A Régvárt kedvesem / 200 évvel az utolsó háború után az Omega kislemeze 1971-ből. A felvételek nem azonosak az Élő Omega, illetve a 200 évvel az utolsó háború után albumon hallhatóval, külön készültek. A B oldalon található dal albumverziója nem kerülhetett fel az Élő Omegára politikai okokból, 1998-ban az alternatív kiadáson kapott helyet.

## Megjelenések
- 1971 SP
- 1984 Legendás kislemezek LP (B)
- 1992 Az Omega összes kislemeze 1967–1971 CD
- 2011 Kiabálj, énekelj! CD

## Dalok
A: Régvárt kedvesem (Mihály Tamás – Kóbor János)
B: 200 évvel az utolsó háború után (Molnár György – Kóbor János – Sülyi Péter)

## Az együttes tagjai
- Benkő László – orgona, vokál
- Debreczeni Ferenc – dob, ütőhangszerek
- Kóbor János – ének
- Mihály Tamás – basszusgitár, vokál
- Molnár György – gitár